# Бьянка (фильм)
«Бьянка» — кинофильм.

## Сюжет
Микеле Аричелла (Нанни Моретти) — молодой учитель математики, принятый на работу в школу имени Мэрилин Монро, кажущуюся элитарной и оказывающуюся гротескной. У Микеле имеется большое количество комплексов и маний (так, в одной из самых известных сцен фильма он просыпается ночью и ест Нутеллу из большой банки); он также следит за своими соседями и составляет на каждого из них досье, записывая их слова и поступки. Когда одного из соседей убивают, поведение Микеле привлекает внимание инспектора полиции (Роберто Веццоси). Позже, Микеле Аричелла влюбляется в коллегу Бьянку (Лаура Моранте), но не может продемонстрировать ей свои истинные чувства. Их отношения портятся, и Микеле начинает за ней следить. Он обнаруживает, что у неё может быть другой любовник.
Другая сюжетная линия связана с попытками Микеле восстановить отношения с друзьями, Игнацио и Марией. Ему это не удаётся, и обоих находят убитыми. Хотя полиция теперь прямо подозревает Микеле, его спасает Бьянка, ложно свидетельствующая об алиби.
Тем не менее, Микеле полностью выходит из равновесия и в конце фильма сам признается инспектору. что является убийцей. В признании, напоминающем сцену из романа Преступление и наказание, он говорит, что счел необходимым убить соседей и друзей, так как они разочаровали его, и тем самым нарушили порядок в его жизни.